# Вуцкиаллее (станция метро)
«Вуцкиаллее» (нем. Wutzkyallee) — станция Берлинского метрополитена, расположенная на линии U7 между станциями «Липшицаллее» (нем. Lipschitzallee) и «Цвиккауэр Дамм» (нем. Zwickauer Damm).

## История
Открыта 2 января 1970 года в составе участка «Бриц-Зюд» — «Цвиккауэр Дамм».

## Архитектура и оформление
Двухпролётная колонная станция мелкого заложения. Архитектор — Райнер Г. Рюммлер. Оформлена аналогично соседней станции «Липшицаллее». Путевые стены облицованы прямоугольной кафельной плиткой тёмно-синего цвета, на высоте человеческого роста проходит полоса светло-серого кафеля. Колонны облицованы светло-серым кафелем. Станция имеет один выход, расположенный в центре платформы, который ведет в одноэтажный наземный вестибюль.